# Serro (kommun)
Serro är en kommun i Brasilien.   Den ligger i delstaten Minas Gerais, i den sydöstra delen av landet, 600 km sydost om huvudstaden Brasília. Antalet invånare är 20 833.
Följande samhällen finns i Serro:
- Serro

Omgivningarna runt Serro är huvudsakligen savann. Runt Serro är det ganska glesbefolkat, med 25 invånare per kvadratkilometer.